# Jacob Bernoulli
Jakob Bernoulli (Basel, 6. siječnja 1655. – Basel, 16. kolovoza 1705.), švicarski matematičar. Brat Johanna Bernoullija. Od 1687. profesor matematike u Baselu. Dao važne priloge teoriji beskonačnih redova, riješio neke od osnovnih problema računa varijacija i znatno unaprijedio teoriju vjerojatnosti u posmrtno objavljenom djelu Umijeće pogađanja (lat. Ars conjectandi, 1713.), u kojem se kao glavni poučak pojavljuje zakon velikih brojeva. Bavio se i geometrijom te dao analitičke izraze za niz krivulja (na primjer za lančanicu, logaritamsku i paraboličnu spiralu). Našao rješenja niza diferencijalnih jednadžbi (na primjer izoperimetričkog problema). Prvi primijenio računanje integrala. Naziv integral uveo je poslije Gottfried Leibniz.
Znatno su pridonijeli razvoju teorije elastičnosti i analitičkim metodama o nauci o čvrstoći braća Jakob i Johann Bernoulli. Oni su razmatrali deformacije grede pri savijanju. Jacob Bernoulli je uveo pretpostavku da pri savijanju poprečni presjeci ostaju ravni. On je 1694. utvrdio da je zakrivljenost elastične linije sukladna (proporcionalna) momentu savijanja.

## Zakon velikih brojeva
Zakon velikih brojeva je teorem u teoriji vjerojatnosti prema kojemu će prosječni rezultat ponavljanja nekog događaja velik broj puta biti blizu određene vrijednosti iako događaj uključuje slučajne varijable. Prosječna vrijednost slučajne varijable {\displaystyle {\overline {X}}_{n}} postaje sve bliža očekivanoj vrijednosti: μ (aritmetičkoj sredini raspodjele numeričkih vrijednosti varijable) što je broj događaja n veći (ako n → ∞, onda {\displaystyle {\overline {X}}_{n}\,\to \,\mu }), gdje je:
{\displaystyle {\overline {X}}_{n}={\frac {1}{n}}(X_{1}+\cdots +X_{n})}
za koje vrijedi:
{\displaystyle {\overline {X}}_{n}\,\to \,\mu \qquad {\textrm {za}}\qquad n\to \infty ,}
gdje su: x1, …, xn vrijednosti su slučajne varijable.
Veću točnost rezultata obrade statističkih podataka što je broj ponavljanih događaja veći, prvi je bez matematičkog dokaza uočio Girolamo Cardano. Jakob Bernoulli dokazao je zakon velikih brojeva za slučajne binarne varijable, a daljnjim poboljšanjima dokaza zakona velikih brojeva pridonijeli su Pafnutij Ljvovič Čebišov, Andrej Andrejevič Markov, Émile Borel, Andrej Kolmogorov te je on danas dokazan za proizvoljan broj slučajnih varijabli.